# NGC 5129
NGC 5129 је елиптична галаксија у сазвежђу Девица која се налази на NGC листи објеката дубоког неба.
Деклинација објекта је + 13° 58' 36" а ректасцензија 13h 24m 10,0s. Привидна величина (магнитуда) објекта NGC 5129 износи 12,0 а фотографска магнитуда 13,0. Налази се на удаљености од 79,851 милиона парсека од Сунца. NGC 5129 је још познат и под ознакама UGC 8423, MCG 2-34-12, CGCG 72-65, PGC 46836.